# Thottea
Thottea là một chi thực vật thuộc họ Aristolochiaceae, chứa các loài cây bụi với bao hoa tỏa tia, phân bố trong vùng nhiệt đới châu Á.

## Các loài
Chi này hiện chứa 25-35 loài đã biết, tùy theo nguồn phân loại:
- Thottea dependens (Planch.) Klotzsch
- Thottea hainanensis (Merr. & Chun) Ding Hou[2]
- Thottea siliquosa (Lam.) Ding Hou[2][5]